# Euproctis pumila
Euproctis pumila är en fjärilsart som beskrevs av Felder 1861. Euproctis pumila ingår i släktet Euproctis och familjen tofsspinnare. Inga underarter finns listade i Catalogue of Life.